# Fluoresceína
A fluoresceína é um composto orgânico sintético, um xanteno, uma classe de compostos largamente utilizados como corantes.  Apresentando-se normalmente no comércio como um pó vermelho ou laranja escuro, levemente solúvel em água e álcool. Foi sintetizada pela primeira vez pelo químico alemão Johann Friedrich Adolf von Bayer. Ela recebeu este nome em função da coloração fluorescente amarelo-esverdeada que apresenta em solução alcalina, também conhecida como uranina. É largamente usado como um fluorescente traçador de fluxo para muitas aplicações.
Fluoresceína é um fluoróforo comumente usado em microscopia, em um tipo de corante laser como o meio de ganho, em medicina forense e sorologia para detectar manchas de sangue latentes, e como corante traçante. Tem uma absorção máxima em 494 nm e emissão máxima de 521  nm (em água). Os principais derivados são o isotiocianato de fluoresceina  (FITC, de fluorescein isothiocyanate) e, em síntese de oligonucleotídeos, a 6-FAM fosforamidita (de fluorescein amidite).
Fluoresceína também tem um ponto isosbéstico (absorção igual para todos os valores de pH) em 460 nm. Também é conhecida como um aditivo de cor (D&C Amarelo no. 7). A forma de sal dissódico da fluoresceína é também conhecida como uranina ou D&C Amarelo no. 8.
A cor da sua solução aquosa varia de verde a laranja em função da forma como é observada: por reflexão ou por transmissão, como pode ser notado no líquido de níveis de bolha, por exemplo; no qual a fluoresceína é adicionada como um corante ao álcool de preenchimento do tubo, a fim de aumentar a visibilidade da bolha de ar contida dentro (aumentando assim a precisão do instrumento). Soluções mais concentradas de fluoresceína pode até mostrarem-se vermelhas.

## Propriedades

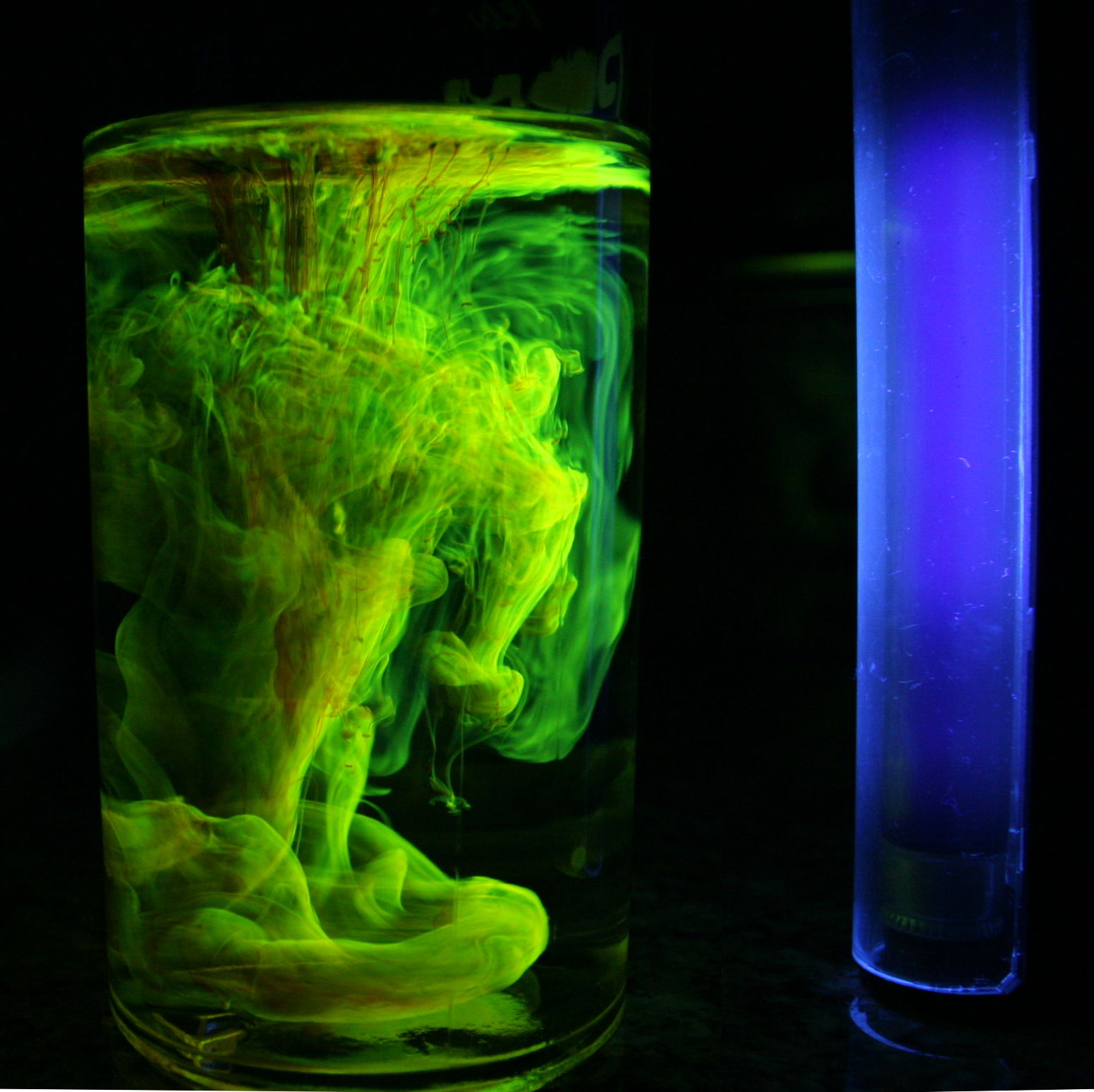
Fluoresceína sob iluminação UV.

Seu ponto de fusão é de 314-316°C. Apresenta-se como sólido alaranjado escuro. Mesmo na forma sódica é apenas levemente solúvel em água. Solúvel em álcool.
A fluorescência desta molécula é muito alta, sua excitação ocorre a 494 nm e a emissão a 521 nm.
Fluoresceína tem uma pKa de 6,4 e seu equilíbrio de ionização conduz a absorção e emissão dependente do pH na faixa de 5 a 9. Assim, os tempos de vida das formas protonadas e deprotonadas fluorescentes são aproximadamente 3 e 4 ns, as quais permitem a determinação do pH de medidas não intensamente básicas. Os tempos de vida podem ser recuperados usando contagem de fótons isolados ou por fluorometria de modulação de fases.
Acrescentada em ácido sulfúrico concentrado e depois a solução sendo diluída em água apresenta fluorescência amarela, que irá com mais diluoção produzir precipitação amarelo. Em solução aquosa de hidróxido de sódio apresenta fluorescência verde escura e solução acastanhada.

## Síntese
A fluoresceína é sintetizada pela reação de condensação entre anidrido ftálico e resorcinol, em presença de cloreto de zinco ou ácido sulfúrico concentrado, que atuam como agentes desidratantes, via a reação de Friedel-Crafts ou ainda pelo ácido metanossulfônico como ácido de Lewis e catalisador. Esta rota tem um alto rendimento em condições mais brandas.
Esta síntese pode ser usada numa identificação qualitativa entre fenol e resorcinol. Após a condensação do fenol em teste com o anidrido ftálico, a posterior reação com solução hidróxido de sódio dará cor rosa para fenolftaleína (portanto fenol) e forte fluorescência verde, para fluoresceína (portanto resorcinol).

## Utilização

### Coloração de produtos de limpeza
A fluoresceína, especialmente na forma de seu sal sódico, a uranina, é comumente usada como corante de desinfetantes, especialmente os contendo óleo de pinho e eucalipto, dissolvidos com a ajuda de ricinoleato de sódio como surfactante.

### Química analítica
A fluoresceína é largamente utilizada na determinação de bromo e iodo, formando os compostos: eosina (coloração rosa) e eritrosina (coloração rosa-arroxeado), respectivamente.

### Tingimento
A eosina é utilizada para tingir lã e seda, cosméticos, tintas e papéis.

### Coloração em microscopia
Entre seus derivados, a eosina, é usada como um "corante microscópico", colorindo um grupo de leucócitos existentes no sangue, os eosinófilos. A eritrosina, tem amplo uso na coloração de alimentos e em dentifrícios indicadores de placa bacteriana.

### Piscicultura
Tem-se desenvolvido metodologias de detecção na pele de peixes usando a fluoresceína.

### Pesquisa bioquímica
Em biologia celular, o derivado isotiocianato de fluoresceína é muitas vezes usado para rotular e acompanhar células em aplicações de microscopia de fluorescência (por exemplo, na citometria de fluxo). Moléculas biologicamente ativas adicionais (tais como anticorpos) podem também ser ligadas à fluoresceína, permitindo que os biólogos direcionem o fluoróforo à proteínas ou estruturas específicas dentro das células. Esta aplicação é comum em exposição de levedura.
A fluoresceína pode ser usada para detectar radicais peroxil, em citometria de fluxo dentre os radicais livres gerados nas membranas celulares durante a peroxidação lipídica.
Fluoresceína também pode ser conjugado a trifosfatos de nucleósidos e incorporadas para sondar enzimaticamente hibridação in situ. O uso de amidita de  fluoresceína mostrado acima permite sintetizar rotulados Oligonucleotídeos para o mesmo fim. Ainda outra técnica denominada balizas moleculares faz uso de oligonucleotídeos sintéticos marcados com fluoresceína. Sondas marcadas com fluoresceína podem ser fotografadas usando FISH, ou alvo de anticorpos com imunohistoquímica. O último é uma alternativa comum a digoxigenina, e os dois são usados em conjunto para a marcação de dois genes em uma amostra.

### Aplicações em saúde

#### Oftalmologia

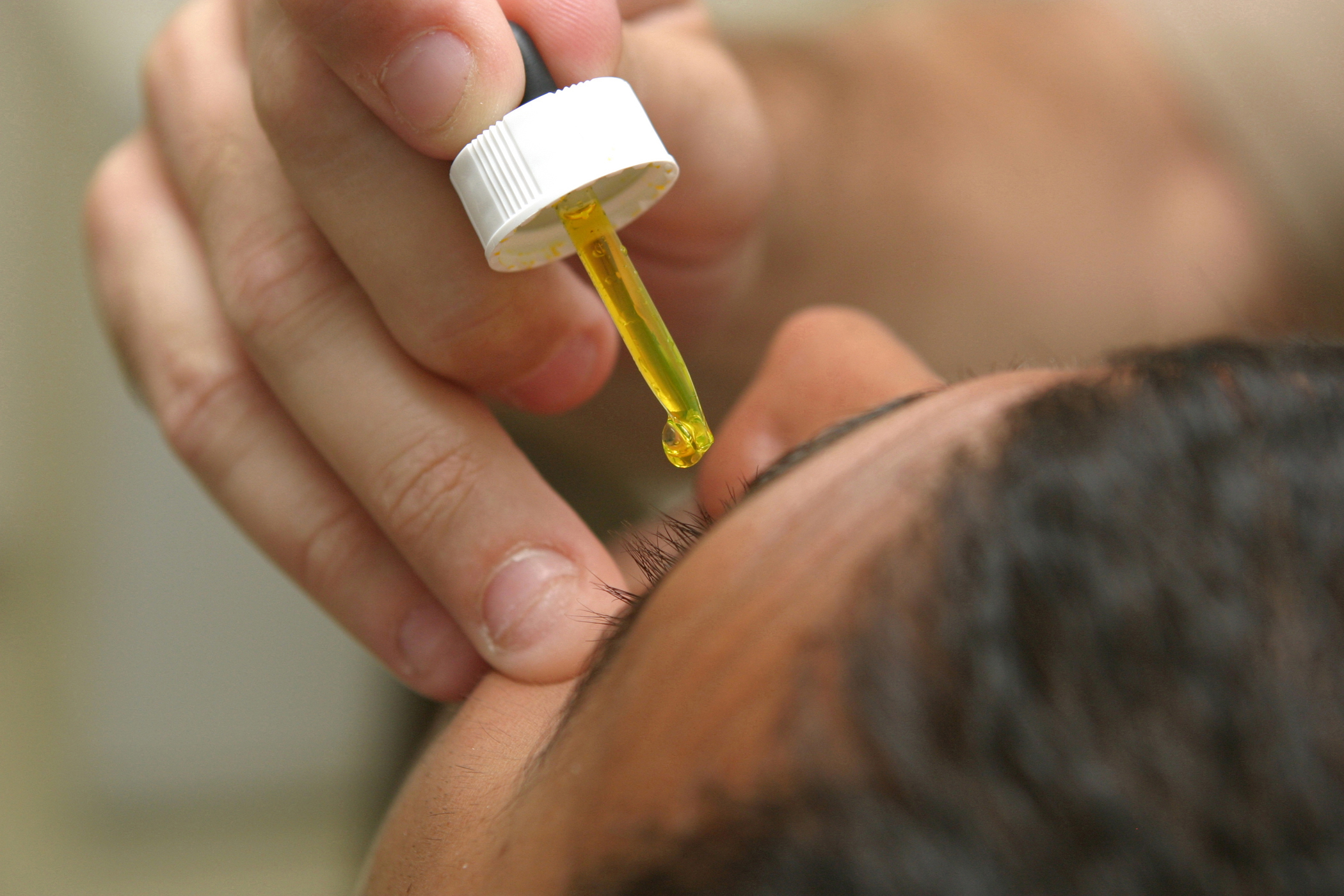
Gotas de solução de fluoresceína sendo aplicadas para um exame oftalmológico.

"Fluoresceína de sódio", o sal de sódio da fluoresceina, é amplamente utilizado como uma ferramenta de diagnóstico na área de oftalmologia e optometria, fluoresceína tópica é aplicada topicamente na forma de uma gota no olho, conjuntamente rosa bengala e verde S, para diagnosticar várias desordens da superfície do olho, como abrasão da córnea, úlcera de córnea e infecção herpética da córnea.
Também é utilizado em montagem de lentes de contatos rígidas gás-permeáveis (RGP) para avaliar a camada de lágrima sob a lente. Ela é disponível como sachês estéreis de uso único contendo aplicadores de papel sem fiapos umedecidos em fluoresceína de sódio.
Em 2006, o FDA (Food and Drug Administration) dos EUA reviu e aprovou Fluorescite, uma droga de diagnóstico contendo fluoresceína de sódio destinada a exames de retina ou íris.

#### Angiografia
É ministrada oralmente ou injetada intravenosamente para produzir um angiograma de fluoresceína (angiofluoresceinografia) na pesquisa e para diagnosticar e categorizar disordens vasculares em, e.g., pernas, incluindo a doença retinal degeneração macular, retinopatia diabética, condições inflamatórias intraoculares e tumores intraoculares, e, crescentemente, durante cirurgias de tumores cerebrais..

### Resgates aéreos e no mar

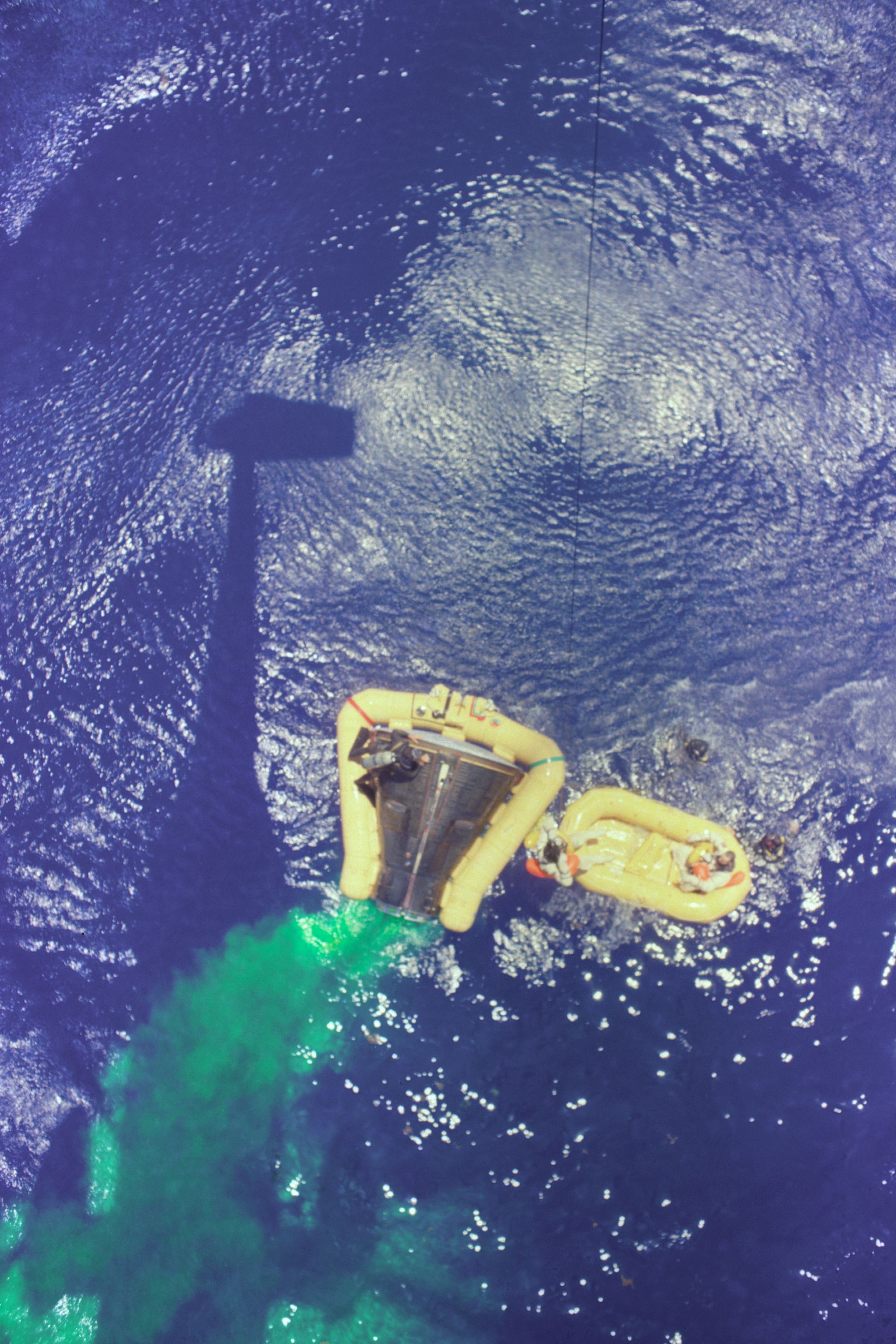
A espaçonave Gemini 4 libera corante na água, auxiliando a localização após sua amaragem, junho de 1965.

Durante a 2a Guerra Mundial, tripulações aéreo alemãs transportavam pequenos recipientes de fluoresceína. No caso de pouso com para-quedas no mar depois de serem derrubados, o corante seria lançado na água. Isso produzia uma marcação vívida, podendo ser avistada do ar ao longo de grandes distâncias e ajudando o salvamento ar-mar da tripulação abatida. Esse procedimento foi mais tarde adotado por outras forças aéreas e forças armadas.

### Usos em sistemas fluviais e na detecção de fluxos de água
É utilizada pela sua coloração com forte fluorescência mesmo em grandes diluições em água para traceamento (a verificação do curso, trajeto) de tubulações e tanques, tanto de água tratada, quanto de esgoto, para detecção de vazamentos, pela forte fluorescência que apresenta, mesmo em soluções muito diluídas.
Um de seus usos mais reconhecíveis foi no rio Chicago, onde fluoresceína foi a primeira substância utilizada para tingir o rio de verde no Dia de São Patrício em 1962. Em 1966, os ambientalistas forçaram uma mudança para um corante à base de vegetais para proteger a vida selvagem local.

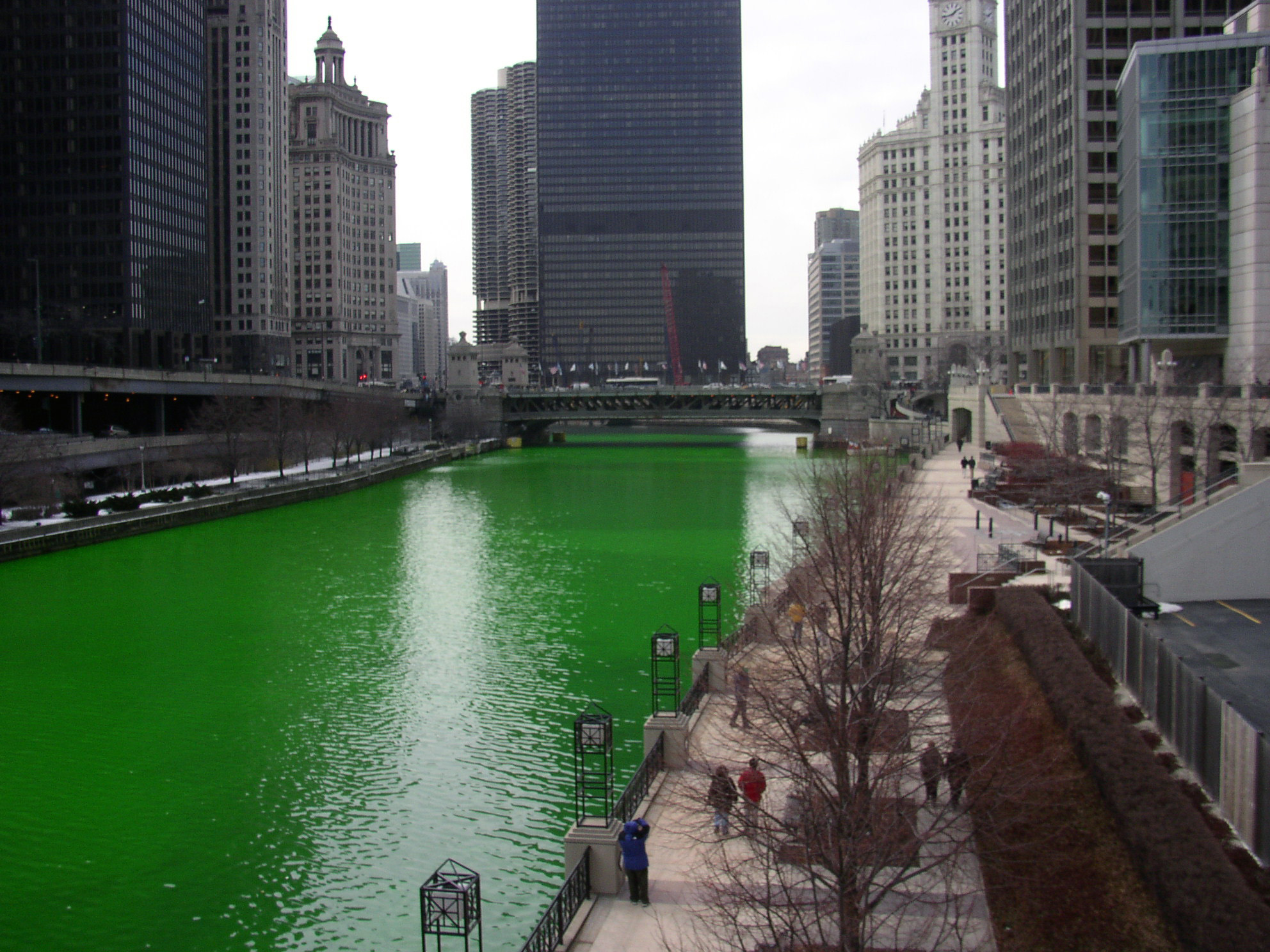
O rio Chicago, colorido no Dia de São Patrício.

Outros usos incluem o uso de fluoresceína-lo como um corante solúvel em água adicionada a água de chuva em simulações de testes ambientais para ajudar a localizar e analisar eventuais vazamentos de água, e na Austrália e Nova Zelândia como um corante para álcool desnaturado.

### Aplicação na indústria de petróleo e gás natural
As soluções corantes de fluoresceína, tipicamente 15% ativas, são comumente usadas como um auxílio para a detecção de vazamentos durante testes hidrostáticos de dutos de petróleo e gás natural submarinos e outras infra-estruturas submarinas. As fugas podem ser detectadas por mergulhadores que transportam luzes ultravioletas.

## Derivados
Há muitos derivados de fluoresceína, por exemplo o Isotiocianato de fluoresceína, frequentemente abreviado como FITC. FITC é a molécula fluoresceína original acrescida com um grupo funcional isotiocianato (-N=C=S), substituindo um átomo de hidrogênio no anel mais baixo da estrutura. Este derivado é um reativo para grupos amina (aminas primárias) de compostos biologicamente relevantes incluindo proteínas intracelulares formando uma ligação tioureia.  Um grupo funcional succinimidil-éster ligado ao núcleo fluoresceína, criando NHS-fluoresceína, forma outro derivado amina-reativo comum, rendendo adutos amida mais estáveis. Ésteres pentafluorofenilo (PFP, de pentafluorophenyl) e ésteres tetrafluofenil (TFP, de tetrafluorophenyl) são outros reagentes úteis. Em síntese de oligonucleotídeo, vários reagentes fosforamidite contém fluoresceína protegida, e.g. 6-FAM fosforamidite 2, são largamente usados para a preparação de oligonucleotídeos marcados com fluoresceína.

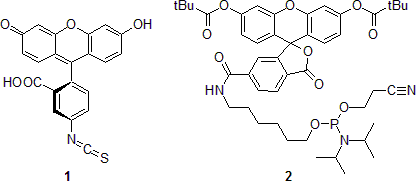
Isotiocianato de fluoresceína e 6-FAM fosforamidite

Outros derivados da fluoresceína incluem verde Oregon, verde Tokyo, SNAFL, e carboxinaftofluoresceína. Estes derivados, junto com mais recentes fluorados como Alexa 488 e DyLight 488, tem sido referenciados para várias aplicações químicas e biológicas de mais alta fotoestabilidade, diferentes características espectrais, ou diferentes grupos ligados são necessários.
Entre estas aplicações, estão a síntese de nucleotídeos "marcados" pelo acoplamento químico de alilamina-dUTP a derivados de succinimidil-éster de corantes derivados da fluoresceína ou haptenos (biotina, digoxigenina, dinitrofenil, com bons resultados para o 2,4-dinitrofenil), os quais requerem anticorpos marcados com fluorescência ou proteínas específicas para visualização e detecção. São incluidos também entre os produtos disponíveis um 'espaçador" (normalmente de comprimento de 5 a 16 átomos de carbono) entre o corante e o nucleotídeo, o qual melhora a incorporação enzimática de nucleotídeos modificados.
Para esta aplicação específica, tem sido testados os corantes fluorescentes: amino-metil cumarina (AMCA); dietil-aminometil-cumarina (DEAC); azul cascade (Cascade Blue, CB); o derivado de fluoresceína isotiocianato de fluoresceína (FITC); o verde Oregon (OG); o Alexa 488 (A488); o verde rodamina (RGr); a carboxi-rodamina 6G (R6G); a tetrametil-rodamina (TAMRA); o vermelho Texas (TxR); Cy3; Cy3.5; Cy5, Cy5.5 e a também derivada da fluoresceína carboxinaftofluoresceína (CNF) e seu derivado diacetato. Estes corantes são normalmente disponibilizados para este fim dissolvidos em DMSO, mas alguns são solúveis em água, como o azul cacade e o derivado succinimidil-éster da Alexa 488.

## Cuidados
Uso tópico, oral e intravenoso de fluoresceína pode causar reações adversas. O uso intravenoso tem documentado algumas reações adversas incluindo náusea, vômito, anafilaxia e (raramente) morte.

### Estudos de toxicidade
A toxicidade da fluoresceína, em seu derivado isotiocianato, é estudada em sua aplicação como um marcador em RFG (ritmo de filtração glomerular), relacionado a determinações das funções renais.
Para determinados usos, em exames in vivo do miocárdio, as dosagens aplicadas em soluções de fluoresceína não se mostram significativamente tóxicas.
Estudos de toxicidade da fluoresceína em peixes (Scophthalmus maximus) tem sido realizados, com resultados de LC50 de 997.1 +/- 11.4 mg/L, após períodos de exposição de 24, 48 ou 96 horas.
As toxicidades da fluoresceína e da floxina B são estudadas para Daphnia pulex, com resultados de LC50 de 337 (278-403) mg/L.